# La Chasse aux morts-vivants
Pour plus de détails, voir Fiche technique et Distribution.
La Chasse aux morts-vivants (L'ultimo guerriero) est un film d'action post-apocalyptique italien réalisé par Romolo Guerrieri, sorti en 1984.

## Synopsis
Après une guerre nucléaire, la plupart des villes sont devenues invivables. Les personnes contaminées sont déportées dans des réserves.
Un groupe de chasseurs bat la campagne pour tuer toutes personnes suspectées d'être contaminée. Alan Tanner essaie de s'y opposer mais il est envoyé arbitrairement dans une réserve...

## Fiche technique
Sauf indication contraire, les informations mentionnées dans cette section peuvent être confirmées par la base de données cinématographiques IMDb,  présente dans la section « Liens externes ».
- Titre original : L'ultimo guerriero
- Titre français : La Chasse aux morts-vivants[1],[2]
- Réalisation : Romolo Guerrieri
- Scénario : Roberto Leoni
- Assistants à la réalisation : Filiberto Fiaschi, Teresio Spalla
- Scripte : Graziella Marsetti
- Photographie : Guglielmo Mancori
- Montage : Alessandro Lucidi
- Musique : Carlo de Nonno
- Effets spéciaux : Roberto Ricci
- Cascades : Ottaviano Dell'Acqua
- Producteur : Luciano Appignani, Pino Buricchi
- Société de production : Immagine S.r.l.
- Format : Couleur - 1,85:1
- Pays de production :  Italie
- Langue de tournage : italien
- Genre : Film post-apocalyptique
- Durée : 95 minutes (1h35)
- Dates de sortie : 
  -  Allemagne de l'Ouest : 9 mars 1984
  -  Italie : 10 mars 1984
  -  Québec : 1986

## Distribution
- William Mang : Alan Tanner
- Marina Costa : Edra
- Harrison Muller : Erasmus
- Woody Strode : Sam
- Margit Evelyn Newton : Diane
- Stefano Davanzati : Melvin
- Renato Miracco : Louis
- Maria Romano : Magda
- Luca Giordana : Phil
- Karl Zinny : Evan, le garçon
- Cinzia Bonfantini : la femme d'Alan
- Giovanni Cianfriglia : Walker